# Roberto Badiani
Roberto Badiani (Prato, 9 ottobre 1949) è un ex calciatore italiano, di ruolo centrocampista.

## Carriera
Cresciuto nel Club Sportivo Firenze, dove è stato anche capocannoniere, dopo un provino con il Milan viene acquistato dal Torino che lo gira in Serie D alla Sangiovannese nell'annata 1968-1969.
L'anno successivo passa in Serie B al Livorno dove rimane per due stagioni complete, e nel novembre del 1971 viene acquistato dal Mantova, squadra con cui fa il suo esordio in Serie A il 28 dello stesso mese in Roma-Mantova 3-1.
Al termine della stagione si trasferisce alla corte di Heriberto Herrera, alla Sampdoria, con cui disputa due campionati prima di passare alla Lazio nel 1974-1975. È la Lazio che l'anno precedente ha conquistato il suo primo "tricolore" e Badiani è l'unico acquisto operato dalla società biancoceleste. A Roma raggiunge l'apice della sua carriera da professionista.
Rimane in biancoceleste per cinque stagioni prima di passare al Napoli nel 1979-1980, annata poco fortunata con solo quattro apparizioni in campionato, quindi il passaggio alla Pistoiese neopromossa in Serie A. È rimasto nel cuore di tutti gli sportivi pistoiesi perché in maglia arancione siglò la rete che valse la vittoria per 2-1 al Comunale di Firenze, nel derby toscano contro la Fiorentina.
Nella stagione 1981-1982 il ritorno alla Lazio per disputare due stagioni in serie cadetta, la seconda conclusa con la promozione in massima categoria.
Conclude la carriera in Serie C2 nell'annata 1983-1984 con la Vigor Senigallia: a causa dei problemi della società, Badiani chiude col calcio giocato nonostante abbia appena 34 anni e un fisico ancora perfettamente integro.
In carriera ha totalizzato complessivamente 231 presenze e 12 reti nella Serie A, e 104 presenze e 10 reti in Serie B.
Dopo un lungo stop col calcio giocato, entra nello staff tecnico dell'Aglianese.